# European Commodity Clearing
European Commodity Clearing AG (ECC) ist ein Clearinghaus, dessen Leistungsspektrum Clearing und Abwicklung für börsliche und außerbörsliche Geschäfte mit Energie und energienahen Produkten umfasst. Die ECC AG ist eine Tochtergesellschaft der Energiebörse European Energy Exchange AG (EEX) und Teil der EEX Gruppe.

## Geschichte
Entstanden ist das in Leipzig ansässige Unternehmen im Jahre 2006 durch die Ausgründung und Überführung der Clearingaktivitäten der European Energy Exchange AG (EEX) in eine Tochtergesellschaft. Am 15. August 2006 erhielt die ECC von der Bundesanstalt für Finanzdienstleistungsaufsicht (BaFin) die Lizenz als Wertpapierhandelsbank. Darüber hinaus besitzt die ECC seit Januar 2007 die Erlaubnis, als zentraler Kontrahent nach § 1 Abs. 31 KWG tätig zu sein. Am 11. Juni 2014 wurde die ECC durch die BaFin als zentraler Kontrahent nach der Verordnung (EU) Nr. 648/2012 (Marktinfrastrukturverordnung) zugelassen.

## Leistungen
Gegenwärtig übernimmt die European Commodity Clearing AG das Clearing aller Geschäfte, die an der European Energy Exchange (EEX), der EEX Asia, der EPEX SPOT, der Powernext, der Power Exchange Central Europe (PXE), als auch für die Partner der HUPX, HUDEX, NOREXECO, SEEPEX und SEMOpx abgeschlossen werden. Darüber hinaus übernimmt die ECC auch das Clearing von außerbörslichen Geschäften, die über diese Börsen registriert werden (Transaktionsregistrierung).
Bei allen „geclearten“ Geschäften tritt die ECC als Zentraler Kontrahent zwischen die Vertragspartner. Sie gewährleistet die Erfüllung der Geschäfte und reduziere angeblich das Kontrahentenausfallrisiko für die Käufer bzw. Verkäufer. Ein international anerkanntes Sicherheitensystem (basierend auf der Hinterlegung von Margins) soll dafür sorgen, dass die Geschäfte auch dann erfüllt werden, wenn eine der Parteien keine Leistung erbringt. In jeder Stufe der Transaktion sei die Anonymität der Käufer und Verkäufer sichergestellt.
Ein über verschiedene Handelsplätze und Produkte automatisiertes und integriertes Risikomanagement erlaubt es der ECC, Prozesse zu standardisieren und Transaktionskosten für die Teilnehmer zu reduzieren. Dabei berücksichtigt die ECC im Rahmen des sogenannten Cross-Margining (SPAN) auch Portfolioeffekte für gegenläufige Positionen, um die Höhe der geforderten Sicherheiten zu minimieren. Die ECC arbeitet derzeit mit 21 internationalen Clearingbanken zusammen. 
Die ECC bietet Clearing und Abwicklung für folgende Produkte an:
- Strom (Deutschland, Frankreich, Österreich, Schweiz, Belgien, Niederlande, Norwegen, Schweden, Serbien, Finnland, Dänemark, Großbritannien, Ungarn)
- Erdgas (Deutschland, Frankreich, Großbritannien, Italien, Niederlande, Österreich, Spanien, Tschechien)
- Emissionsrechte (EUA, CER, EUAA)

### Ausweitung der geclearten Produkte
Seit dem 26. November 2008 wickelt die ECC die Gasgeschäfte ab, die an der französischen Powernext SA gehandelt werden. Im Rahmen der Kooperation von EEX AG und Powernext SA im Stromhandel übernimmt die ECC seit April 2009 auch Clearing und Settlement der französischen Spot- und Termingeschäfte in Strom, die am Spot- und Terminmarkt für Strom der EPEX Spot und an EEX Power Derivatives gehandelt werden.
Seit Oktober 2009 führt die ECC das Clearing und Settlement für UK Power Futures durch, die an APX-Endex eingeführt wurden.
Seit Dezember 2009 übernimmt die ECC das Clearing und Settlement für die neue Gasbörse in Österreich. Der Handel wird über die Börsensysteme der Wiener Börse ausgeführt, Lieferpunkt ist der Central European Gashub (CEGH).
Im Dezember 2010 wurde das Clearing auf Terminmarktprodukte erweitert.
Seit Juli 2010 ist die ECC auch als Clearinghaus für die neuerrichtete Hungarian Power Exchange (HUPX) tätig und übernimmt im Rahmen dieser Kooperation das Clearing und Settlement für die an der HUPX abgeschlossenen Strom Spotmarktgeschäfte. Seit Juli 2011 cleart die ECC auch die HUPX-Stromfutures.
Seit Februar 2013 hat die EEX Gruppe ihre Trade Registration Services weiter ausgebaut, um weitere Produkte anbieten zu können, die nicht an der EEX oder an ECC-Partnerbörsen gehandelt werden.
Seit Juni 2013 bietet die EEX den Handel mit Herkunftsnachweisen (GoOs) an. Diese Zertifikate weisen nach, dass eine Megawattstunde Strom aus erneuerbaren Energien erzeugt wurde. Clearing und Settlement dieser Handelsgeschäfte übernimmt das Clearinghaus ECC.
Am 2. September 2013 hat die ECC das Clearing und Abwicklung aller Handelsgeschäfte, die an der in Prag ansässigen Power Exchange Central Europe (PXE) abgeschlossen wurden, übernommen.
Am 11. Dezember 2013 haben die ECC und die norwegische NOREXECO AS einer Kooperation im Bereich Rohstoffhandel und -abwicklung zugestimmt und haben zu diesem Zweck eine Kooperationsvereinbarung abgeschlossen.
Im Dezember 2013 ist die EEX zum Mehrheitsaktionär der 2010 in Singapur gegründeten Terminbörse Cleartrade Exchange (CLTX) geworden. Ziel sei es, ein neues globales Rohstoffangebot aufzubauen. Die CLTX ergänzt die derzeitigen Produkte der EEX durch Produkte wie Fracht, Eisenerz, Schiffsöl und Düngemittel.